# Pseudochernes crassimanus
Espèce
Pseudochernes crassimanus est une espèce de pseudoscorpions de la famille des Withiidae.

## Distribution
Cette espèce est endémique de Tanzanie. Elle se rencontre vers Bwayi.

## Publication originale
- Beier, 1954 : Zwei neue Pseudoscorpione aus Ostafrika. Zoologischer Anzeiger, vol. 152, p. 84-88.